# Sabatieria flecha
Sabatieria flecha is een rondwormensoort uit de familie van de Comesomatidae. De wetenschappelijke naam van de soort is voor het eerst geldig gepubliceerd in 2003 door Pastor de Ward.